# Alberto Galgano
Alberto Galgano (Firenze, 26 novembre 1927 – Milano, 30 aprile 2017) è stato un ingegnere italiano noto per i suoi lavori sul tema della qualità totale.

## Biografia
Nato a Firenze, si laureò in ingegneria chimica nel 1952 presso il Politecnico di Milano con il Prof. Giulio Natta. È stato direttore industriale per sette anni prima in Bassetti e poi in Lanerossi – prima entra in Progredi, il 1º marzo del 1959 e poi decide, nel 1962, di creare la società di consulenza Galgano & Associati.
Alberto Galgano, Consulente di direzione, ha introdotto fin dagli anni ottanta, l'approccio manageriale Company Wide Quality Control, oggi ormai denominato da tutti, anche nel settore pubblico, Qualità totale.
È stato presidente della FEACO (Federazione Europea delle Associazioni Nazionali delle Società di Consulenza) per cinque anni dal 1969 a 1974. E stato fondatore e Presidente di AICOD (Associazione Italiana Consulenza Direzionale) dal 1988 al 1992. È stato vicepresidente FONTI dal 1990 al 1992, la Federazione del Terziario Innovativo in ambito Confindustria. Nel 1997 gli è stato conferito il Premio Internazionale Akao per i suoi contributi nel campo del Quality Function Deployment. È stato docente del corso Qualità totale, dal 1996 al 2004 presso il corso di laurea in Statistica e Informatica per la gestione delle imprese, presso la Facoltà di Economia presso l'Università degli Studi di Perugia